# Morfil

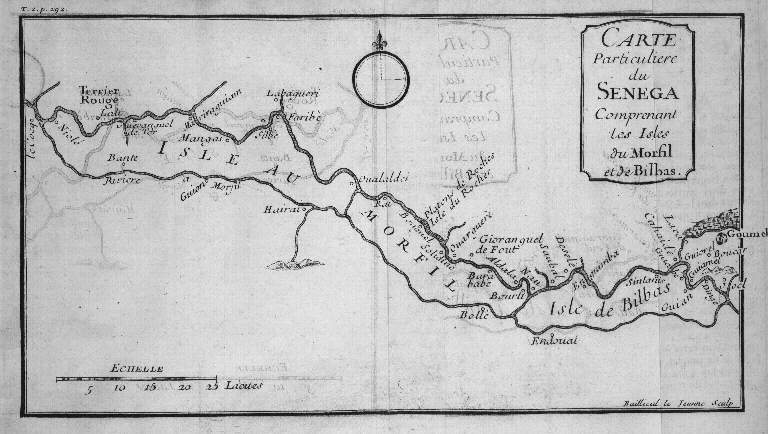
Inselkarte aus dem Jahr 1728

Morfil, französisch Île à Morfil, zu deutsch: Elfenbeininsel, ist mit 1250 Quadratkilometern die größte Insel des Staates Senegal, eine Flussinsel zwischen dem Senegal-Fluss und einem südlichen Nebenarm, dem Doué, im Norden des Landes an der Grenze zu Mauretanien.
Im 11. Jahrhundert war Morfil das Zentrum von Tekrur, einem der ersten islamischen Staaten der Subsahara, und hatte Bedeutung im Transsaharahandel. Später wurde es Teil des Reichs von Ghana und sodann des Malireichs, bis es schließlich von den Franzosen erobert wurde.
Die 143 Kilometer lange, teilweise sumpfige Insel trägt ihren Namen nach den bis in die 1960er-Jahre umherstreifenden Elefanten. Die größten Städte auf Morfil sind Podor im Westen und das kleinere Saldé im Osten. Es werden Hirse und Reis angebaut und es gibt ein wenig Tourismus. Das Dorf Halwar bei Guédé ist der Geburtsort von Al-Haddsch Omar.